# Metsovóne
Le metsovóne (grec moderne : Μετσοβόνε) est un fromage à pâte semi-dure produit à partir de lait de vache, de brebis ou de chèvre, ou  encore d'un mélange de ces laits. Dans les termes de référence de l'appellation d'origine protégée dont il bénéficie depuis 1996, il doit être produit dans les environs de Metsovo, dans la périphérie d'Épire, dans le Pinde. C'est un fromage fumé à pâte filée, au goût assez proche de celui du provolone italien. Il a en général une forme cylindrique, avec une dizaine de centimètres de diamètre et une hauteur variable allant jusqu'à 40 cm. 